# Cymatium labiosum
Cymatium labiosum är en snäckart som först beskrevs av W. Wood 1828.  Cymatium labiosum ingår i släktet Cymatium och familjen Ranellidae. Inga underarter finns listade i Catalogue of Life.